# رينالدو أندرسون
رينالدو أندرسون (بالإسبانية: Reynaldo Anderson) (12 أبريل 1986 بكولون (بنما) في بنما - ) هو لاعب كرة قدم بنمي في مركز الدفاع. شارك مع منتخب بنما لكرة القدم. أما مع النوادي، فقد لعب مع نادي رامونينسي وC.A. Independiente de La Chorrera ‏ وسبورتينغ سان ميغيليتو ونادي ديبورتيفو أراب يونيدو وAtlético Veragüense ‏ وIpatinga Futebol Clube ‏.

## وصلات خارجية
- رينالدو أندرسون على موقع قاعدة بيانات كرة القدم.إي يو (الإنجليزية)
- رينالدو أندرسون على موقع ناشيونال فوتبول تيمز (الإنجليزية)
- رينالدو أندرسون على موقع Soccerway.com (الإنجليزية)